# متریک کازنر
متریک کازنر (به انگلیسی: Kasner metric) یک پاسخ دقیق برای نظریه نسبیت عام اینشتین است. این متریک جهان غیرهمسانگرد بدون ماده را توصیف می‌کند( یعنی یک پاسخ خلاء است). این متریک را می‌توان برای هر بعد {\displaystyle D>3} فضازمان نوشت و ارتباط تنگاتنگی با مطالعه آشوب گرانشی دارد.

## متریک وشرایط کازنر
متریک برای فضازمان {\displaystyle D>3} بعدی به صورت زیر است 
{\displaystyle {\text{d}}s^{2}=-{\text{d}}t^{2}+\sum _{j=1}^{D-1}t^{2p_{j}}[{\text{d}}x^{j}]^{2}}،
و شامل {\displaystyle D-1} ثابت {\displaystyle p_{j}} است که به نام توانهای کازنر خوانده می‌شوند. متریک فضازمانی را توصیف می‌کند که برشهای مساوی زمانی آن از نظر فضایی تخت هستند، اما فضا در حال انقباض یا انبساط باسرعتهای مختلف و در جهات مختلف بسته به مقادیر {\displaystyle p_{j}} است. ذرات آزمون در این متریک که مختصات همراهشان به اندازه {\displaystyle \Delta x^{j}} متفاوت هستند، با فاصله فیزیکی {\displaystyle t^{p_{j}}\Delta x^{j}} از هم جدا هستند.
متریک کازنر یک پاسخ کامل برای معادلات میدان اینشتین در خلاء است، هرگاه توانهای کازنر، شرایط کازنر را رعایت کنند.
{\displaystyle \sum _{j=1}^{D-1}p_{j}=1,}
{\displaystyle \sum _{j=1}^{D-1}p_{j}^{2}=1.}
شرط اول یک صفحه به نام صفحه کازنر و دومی یک کره به نام کره کازنر تعریف می‌کند. پاسخهایی (انتخاب مقادیری برای {\displaystyle p_{j}}) که این دو شرط را رعایت کنند روی نقاطی از کره ای قرار می‌گیرند که در هردو مشترک است. در فضازمان {\displaystyle D} بعدی، فضای پاسخ‌ها بر روی یک کره {\displaystyle D-3} بعدی {\displaystyle S^{D-3}} قرار می‌گیرند.